# Ієн Гантер
Ієн Гантер (англ. Ian Hunter; 13 червня 1900 — 22 вересня 1975) — англійський характерний актор.
Серед його десятків ролей в кіно найбільш запам'яталися: «Це одна жінка» (1937) з Бетт Девіс, «Пригоди Робін Гуда» (1938, в ролі короля Річарда Левове Серце), «The Little Princess» (1939, капітан Реджинальд Кру) і «Доктор Джекілл і містер Гайд» (1941, в ролі доктора Lanyon). Гантер повернувся до легенди про Робін Гуда в 1955 в серіалі «Пригоди Робін Гуда» (сер Річард).

## Фільмографія
- 1927 — Ринг / The Ring — Боб Корбі
- 1927 — Вниз схилом / Downhill — Арчі
- 1928 — Легка поведінка — адвокат
- 1932 — Знак чотирьох[en] — доктор Ватсон
- 1935 — Сон літньої ночі — Тезей
- 1938 — Сестри — Вільям Бенсон
- 1939 — Маленька принцеса
- 1940 — Бродвейська мелодія 40-х — Берт Метьюс
- 1940 — Довгий шлях додому — Смітті